# Черна храстова кукумявка
Черната храстова кукумявка (Strix nigrolineata) е вид птица от семейство Совови (Strigidae).

## Разпространение и местообитание
Разпространен е в Белиз, Венецуела, Гватемала, Еквадор, Колумбия, Коста Рика, Мексико, Никарагуа, Панама, Перу, Салвадор и Хондурас.